# Nesjestranda
Nessjestranda este o localitate din comuna Molde, provincia Møre og Romsdal, Norvegia, cu o suprafață de 0,38 km² și o populație de 441 locuitori (2013).